# Lorenz Koller
Pour les articles homonymes, voir Koller.
Lorenz Koller, né le 26 septembre 1994 à Innsbruck, est un lugeur autrichien.

## Palmarès

### Jeux olympiques
- médaille de bronze en double en 2022.
- médaille d'argent par équipe en 2022.

### Championnats du monde
- médaille d'or par équipe en 2021.
- médaille d'argent par équipe en 2019.
- médaille de bronze en double en 2019.
- médaille de bronze en sprint double en 2019.

### Coupe du monde
- 1 gros globe de cristal en individuel : 2021.
- 2 petits globe de cristal en individuel : 
  - Vainqueur du classement sprint en 2021.
  - Vainqueur du classement classique en 2021.
- 24 podiums en double : 
  - en simple : 8 victoires, 4 deuxièmes places et 7 troisièmes places.
  - en sprint : 2 victoires, 2 deuxièmes places et 1 troisième place.
- 11 podiums en relais : 2 victoires, 5 deuxièmes places et 4 troisièmes places.

### Championnats d'Europe de luge
- Médaille d'argent en 2020.

### Jeux olympiques de la jeunesse
- Médaille de bronze en relais par équipes mixte en 2012.